# Prochelator lateralis
Prochelator lateralis is een pissebed uit de familie Desmosomatidae. De wetenschappelijke naam van de soort is voor het eerst geldig gepubliceerd in 1899 door Georg Ossian Sars.